# Coreura venus
Coreura venus är en fjärilsart som beskrevs av Prittwitz 1867. Coreura venus ingår i släktet Coreura och familjen björnspinnare. Inga underarter finns listade i Catalogue of Life.